# Kancelář architekta města Brna
Kancelář architekta města Brna (KAM) je příspěvková organizace, kterou zřídilo město Brno v roce 2016. Bez hlavního architekta bylo město třináct let od roku 2003.
Hlavním účelem KAM je příprava odborného názoru z hlediska koncepce rozvoje města Brna, a to v oblasti strategického plánování, územního plánování a rozvoje, urbanismu, infrastruktury města, veřejného prostoru a kulturních hodnot.
KAM pracuje na přípravě Územního plánu města Brna a protipovodňových i adaptačních opatření, navrhuje urbanistické a dopravní studie, podílí se na tvorbě kultivovaných ulic, náměstí i parků a organizuje architektonické soutěže. Usiluje také o aktivní zapojování odborné i široké veřejnosti do otázek týkajících se rozvoje města prostřednictvím anket, besed, workshopů, výstav, procházek a společného plánování.

## Vznik
Příspěvková organizace byla zřízena statutárním městem Brnem ke dni 1. února 2016 na základě rozhodnutí Zastupitelstva města Brna ze zasedání 18. prosince 2015. Mezinárodní porotou byl do funkce ředitele kanceláře vybrán z devíti uchazečů český architekt Michal Sedláček, 5. dubna 2016 výběr potvrdila Rada města Brna.
Dne 1. července 2016 – s jedním zaměstnancem – KAM zahájila svou činnost v budově Malého Špalíčku na Zelném trhu. K poslednímu dni roku v KAM pracovalo devět zaměstnanců.

## Hlavní architekt města Brna
Ředitel KAM je často označován jako hlavní architekt města Brna. Řízením organizace byl od 1. ledna 2023 pověřen architekt Jan Tesárek, 28. června 2023 ho Rada města Brna schválila ve vedení KAM.
| Č. | Portrét | Jméno                    | Od               | Do                | Funkce  |
| -- | ------- | ------------------------ | ---------------- | ----------------- | ------- |
| 1  |         | Michal Sedláček (* 1963) | 1. července 2016 | 31. prosinec 2022 | ředitel |
| 2  |         | Jan Tesárek (* 1977)     | 1. ledna 2023    | úřadující         | ředitel |

## Organizační struktura
Kancelář architekta města Brna tvoří sedm oddělení. Dřívější oddělení zodpovědné za přípravu Nové čtvrti Trnitá, včetně nového nádraží a Severojižního kolejového diametru, od začátku roku 2023 přebrala městská společnost Brněnské komunikace. Mezi roky 2022 a 2024 fungovalo také oddělení Projekty veřejného prostoru a soutěže.

### Oddělení Administrativa
Oddělení administrativy zpracovává důležité dokumenty a zajišťuje chod příspěvkové organizace.

### Oddělení Doprava
Dopravní studie, které slouží jako podklad pro stavbu nových čtvrtí či revitalizaci brownfieldů, a podoba i funkčnost silnic, brněnské podzemní dráhy nebo nového nádraží. To je součástí práce oddělení Doprava, kdy je zároveň kladen důraz na to, aby ulice sloužily především lidem, ať už jdou pěšky nebo jedou na kole, autem či městskou hromadnou dopravou. Cílem je také převádět vizi města krátkých vzdáleností do reality.

### Oddělení Informace o městě
Oddělení připravuje vyjádření za statutární město Brno, jako účastníka územního řízení o umístění staveb a území celoměstského zájmu. Mezi roky 2016 a 2022 připravilo celkem 423 materiálů do Rady města Brna, 102 materiálů do Porady vedení a 221 různých odborných vyjádření a dopisů.

### Oddělení Komunikace
Mezi hlavní úkoly oddělení komunikace patří komunikace s veřejností a samotnými občany. Podílí se na participaci a pořádání workshopů, výstav a anket. Nedílnou součástí komunikace KAM jsou také pravidelné procházky za architekturou i tiskové zprávy ohledně důležitých témat.

### Oddělení Protipovodňová opatření
Cílem oddělení je navracet nábřeží brněnských potoků i řek blíže přírodě a jejich vodu hlídat před vzedmutím nově budovanými protipovodňovými opatřeními. Využívání prvků modrozelené infrastruktury, adaptační opatřeními a rozkvět okolní krajiny je zároveň způsobem, jak zajistit větší odolnost Brna vůči klimatickým změnám, záplavám či suchu.

### Oddělení Územní plánování
Oddělení Územní plánování si klade za cíl kvalitní a udržitelný rozvoj Brna. Zpracovalo návrh nového územního plánu, pracuje na jeho změnách, územních studiích i datových podkladech.
Nový brněnský územní plán, účinný od 31. ledna 2025, si klade za cíl nalézt takové předpoklady, které by umožnily další výstavbu a trvale udržitelný rozvoj spočívající v nalezení vyváženého stavu mezi zájmy životního prostředí, hospodářství a společenství lidí obývající dané území. Územní plán se snaží naplnit potřeby současné generace tak, aby umožnil existenci a přežití i generací příštích. Slouží jako základ pro rozhodování stavebních úřadů.

### Oddělení Veřejný prostor
Existuje mnoho výkladů pojmu veřejný prostor. Z pohledu KAM jde především o veřejně přístupné plochy, primárně tedy veřejná prostranství, ale kupříkladu také vnitrobloky či exteriéry veřejných budov, tedy prostory přístupné každému bez omezení nebo s časovým omezením a sloužící obecnému užívání, bez ohledu na vlastnictví k tomuto prostoru.

## Aktivity

### Územní plánování a městské stavební předpisy
Od 31. ledna 2025 se v Brně propojila účinnost tří dokumentů ovlivňujících výstavbu ve městě – nového Územního plánu města Brna, brněnských stavebních předpisů (BSP) a nového stavebního zákona. Dva z nich, BSP a nový územní plán, zpracovala právě KAM. BSP jsou účinné od 1. července 2024, byly schváleny jako nařízení statutárního města Brna a tvoří důležitý doplněk k novému stavebnímu zákonu.
Brno mělo dlouho (do ledna 2025) územní plán platný od roku 1994, a šlo tak o nejstarší dokument tohoto typu v Česku. Aby se mohlo město i nadále rozvíjet, bylo nutné ho aktualizovat pořizováním změn a zároveň pracovat na územním plánu novém. KAM se podílel na obou činnostech. Nový územní plán, zpracovaný KAM a vydaný Zastupitelstvem města Brna 10. prosince 2024, nabyl účinnosti 31. ledna 2025. Šlo o významný krok k tomu, aby se Brno mohlo rozvíjet jako udržitelné a moderní město s ohledem na potřeby současných i budoucích generací. Další dílčí úpravy tohoto koncepčního dokumentu jsou do budoucna možné v souladu s platnou legislativou.
KAM zároveň pracuje na rozsáhlých souhrnech dat potřebných pro územní plánování, ať už jde o územně analytické podklady nebo o územní studie.
KAM zpracovala také publikaci Vize prostorového rozvoje města. Do příprav zapojila veřejnost. Proběhlo diskuzní a plánovací setkání Brno město dohody, následovaly workshopy se zástupci radnic městských částí a proběhly jízdy architekta města Brna a jeho týmu za obyvateli městských částí. Zastupitelstvem odsouhlasený dokument vydaný v srpnu 2017 byl zapracován do pokynů k dokončení v té době rozpracovaného nového územního plánu města.

### Principy a standardy veřejných prostranství
Publikace Principy tvorby veřejných prostranství vznikla jako podklad pro navrhování veřejných prostranství ve městě Brně nejen pro zástupce samosprávy, architekty a projektanty, ale také pro širokou veřejnost. Cílem je podpořit propojení jednotlivých profesních specializací, které se u projektů veřejných prostranství potkávají. Pozornost tak byla věnována jednoduché argumentaci dobrých i špatných řešení z praxe. Kniha má také podporovat zadávání projektů veřejných prostranství jednotlivými odbory města Brna.
Spolu s městem Brnem zavádí KAM také standardy sjednocující pravidla pro tvorbu veřejných prostranství. Tyto dokumenty definují požadavky na městskou infrastrukturu, její podobu, umístění a technická řešení. První dva standardy, zaměřené na odkládací místa jízdních kol a koloběžek i povrchy historického centra, připravila KAM ve spolupráci s více zapojenými institucemi. Do budoucna je očekáváno vydání standardů zaměřených na další prvky veřejných prostranství.

### Architektonické soutěže
Jedním z mechanismů, kterým KAM zajišťuje, aby budoucí rozvoj Brna byl co nejkvalitnější, je architektonická soutěž, tedy postup, jehož cílem je nalezení nejlepšího řešení stavby, souboru staveb, území nebo nalezení projektanta pro vypracování projektové dokumentace, územní studie nebo územně plánovací dokumentace.
Základem úspěšné soutěže je zpracování kvalitního zadání, na jehož základě soutěžící předloží své návrhy odborné porotě, která z nich vybere nejlepší řešení pro daný úkol. Architektonická soutěž je specifická především tím, že, na rozdíl od jiných forem soutěží, přináší možnost získat za předpokládanou cenu konkrétní návrh řešení.
Do konce roku 2022 uspořádala KAM 14 architektonických soutěží, včetně největší architektonické soutěže v Česku na nové hlavní nádraží.

### Protipovodňová a adaptační opatření
Společně s městem Brnem KAM dlouhodobě připravuje celou řadu projektů a koncepcí zaměřených na protipovodňovou ochranu, hospodaření s dešťovými vodami nebo revitalizace menších vodních toků, ale i odvodnění nebo odkanalizování. Mnohé z nich jsou založeny na přírodě blízkých principech s využitím prvků modrozelené infrastruktury.
Protipovodňová opatření vznikají postupně na základě práce KAM na brněnských úsecích řek Svratky i Svitavy. Cílem je ochránit Brno před stoletou vodou a zatraktivní okolí, kdy se nové lineární parky změní v místa vhodná k procházkám, sportu i zábavě.

### Setkání s odbornou i širokou veřejností
KAM pravidelně organizuje odborné semináře, workshopy i kulaté stoly, kde získává inspiraci a podněty od domácích i zahraničních odborníků. Taková setkání předcházela práci na podobě Nové čtvrti Trnitá, nového územního plánu i brněnské podzemní dráhy. Organizovány byly mj. i diskuse Brněnská ozvučná deska, prostřednictvím kterých vedení města Brna získávalo zpětnou vazbu k důležitým otázkám v oblasti plánování a tvorby města.
Zaměstnanci KAM také pravidelně jezdí debatovat do městských částí, zájemcům nabízí možnost participovat na soutěžích i proměnách veřejných prostranství a připravují výstavy seznamující Brňany s důležitými tématy.

### Procházky za architekturou
Pravidelná setkání s názvem Procházky za architekturou přivádí zájemce za současnou architekturou nebo zajímavými brněnskými projekty. Procházky jsou zdarma a přístupné pro širokou veřejnost. První z nich proběhla v říjnu 2016, symbolicky na Světový den architektury. Od té doby proběhlo přes 40 procházek, mj. do největší sokolovny na ulici Kounicova, nejstaršího městského parku Lužánky nebo na nejvyšší budovu Česka AZ Tower.